# Харви Бикс
Харви Бикс (англ. Harvey Beaks) — американский мультсериал, созданный Карлом Харви Гринблаттом для канала Nickelodeon. Премьера мультсериала состоялась 29 марта 2015 года, а в России в июне 2015 года. Первоначально мультсериал назывался «Bad Seeds» и должен был выйти в сентябре 2013 года, но пришлось изменить название на полпути через производство из-за проблем на товарный знак. 21 июня 2015 года было подтверждено, что мультсериал продлён на второй сезон.
В ноябре 2016 года К.Х. Гринблатт подтвердил на одном из стримов с ним и в своём блоге, что Nickelodeon не продлит мультсериал на 3 сезон. Кроме того, Гринблатт сказал, что оставшиеся эпизоды будут показаны на Nicktoons, поскольку люди из Nickelodeon не хотят транслировать мультсериал у себя на канале. Первоначально эти остатки хотели начать показывать на Nicktoons с 20 ноября 2016 года, но из-за гневных тирад Гринблатта (которые впоследствии были удалены), эпизоды были отложены на неопределённый срок. В феврале 2017 года Гринблатт заявил в своём блоге данную цитату — «I literally have no idea when or where or if [the episodes]'ll air» (с англ. — «Я буквально понятия не имею, где и когда или если [эпизоды] будут выпущены в эфир»).
С 1 марта 2017 года на канале Nicktoons начинают показывать оставшиеся новые серии из второго сезона, начиная с серий «Лесной рок-н-ролл» и «Морская карьера». С 5 апреля те оставшиеся эпизоды начали показывать в России на Nickelodeon.

## Сюжет
История невероятной дружбы Харви, Фи и Фу. Действие нового шоу разворачивается в магическом лесу, где и происходят бесшабашные приключения милой птички Харви и двух его лучших друзей. Дружба между Харви, Фи и Фу только крепнет от серии к серии, и вместе им придётся немало повеселиться.

## Персонажи

### Главные персонажи
- Харви Бикс — главный герой мультсериала и кроткий 9-летний (с серии «Клуб двузначных чисел» уже 10-летний) птенчик. Проводит всё время со своими лучшими друзьями Фи и Фу. Любит делать уборку. Возможно имеет симпатию к Пири-Пири.
- Фи — лучшая подруга Харви и сестра Фу. Бывает дикой, отчаянной и немного грубой. Трепетно относится к Харви и она делает то, чтобы помочь ему. В серии «Недостатки позитива» показано то, что она и Фу — дети-сироты, живущие одни в своём дереве (с серии «Гроза» начали жить у Харви). Ненавидит белок.
- Фу — друг Харви и брат Фи. Имеет почти ту же личность как Фи. Глуповат и чокнутый. С серии «Велик напрокрад» научился ездить на велосипеде. Имеет аллергию на батат и на пчёл.

### Другие персонажи
- Мириам Бикс — мать Харви. Работает библиотекарем. Её настоящая фамилия — Пэйдж[8].
- Ирвин Бикс — отец Харви. Домохозяин, примерный семьянин.
- Мишель Бикс — младшая сестра Харви. В первом сезоне была яйцом, но позже во втором вылупилась. Вылупляется в серии «Новый малыш». Очень злобная и постоянно пытается что-нибудь разбить или сломать.
- Дейд — кролик. Не носит одежды, имеет большие пухлые щёки. Влюблён в Харви. Когда-то был его лучшим другом (до его встречи с Фи и Фу). Не любит выходки Фи и Фу. Ревнует Харви к остальным друзьям. Имеет множество младших братьев и сестёр, которые гораздо меньше его ростом. Пытается придерживаться правил и избежать их нарушений. Не любит вульгарные вещи (вроде Ночного клуба).
- Клэр — лиса. Носит очки и маленькое синее платье с длинными рукавами. Дружит с Пири-Пири. Влюблена в Фу. Слегка застенчива и немного боится своих старших родственников. Очень хорошо рисует в стиле аниме. В серии «Наказание» выясняется, что ей 8 лет.
- Терримедведь «Техномедведь» Снэппер — медведь. Имеет плотное телосложение, носит красные плавки и является поклонником рэп-музыки. Очень лоялен к Харви. Любит гоняться за девушками. В серии «Медведь Терри» выясняется, что его настоящее имя Терримедведь и то, что его родители на самом деле — черепахи.
- Кратц — скунс. Дружит с Дейдом и бывает немного неуклюжим. Слегка пугливый и робкий. Иногда, когда пугается, выпускает газ с отвратительным запахом. Считает, что всё плохое случается с ним. Превосходно умеет рисовать, особенно комиксы.
- Рутер Веллингтон — бородавочник. Лучший друг Техномедведя. Живёт со своей семьёй в бункере. Занимается бодибилдингом. Влюблён в Пири Пири.
- Пири-Пири — жёлтая птичка, которая является лучшей подругой Клэр и художницей. Очень близкая подруга Харви. Прототипами большинства её идей стали её собственные сны. Возможно влюблена в Харви и в Рутера.
- Принцесса Робертс — сова. Бывает злая и эгоистичная. Носит розовое многослойное кружевное платье без рукавов и золотистую тиару. Иногда жалуется своему отцу на тех, кто её испачкал, ударил и т. д.
- Джереми — большой и пушистый гриб-мухомор. Любит карточные фокусы и работает барменом в Ночном клубе. Бывает очень неуверенным в себе.
- Мофф Уильямсон — мотылёк в очках, цилиндре, плаще и с усами, который увлекается стимпанком. Ему 35 лет. Возможно, чайлдфри.
- Доктор Робертс — дружелюбный, но эксцентричный отец Принцессы. Имеет странную одержимость кристаллами. Считает свою дочь «лучшим ребёнком в мире». Он даже вручил ей трофей «Лучшего ребёнка», несмотря на то, что её превзошла Клэр.
- Рэндл — бесчувственный, эгоистичный, жадный, ворчливый и крикливый енот, владеющий магазином аренды разных вещей. Живёт с мамой, но раздражается на её упрёки. Мама Рэндла страдает старческим маразмом и иногда любит рассказывать нелепые истории, которые якобы произошли с ней в молодости. Он делает всё, чтобы насолить Харви и его друзьям, чтобы лишить им какие-нибудь игры, или попросту жульничать своими правилами.
- Белки — главные и единственные антагонисты мультсериала (кроме Изи). Лидер беличьей шайки — Жон Люк, остальные члены семьи: старший сын Жон Клод (в шляпе), средний сын Сон Жон (с банданой), жена Били Жон, младший сын Длинный Жон (в очках, самый маленький) и отец Папа Жон (в берете, толстый). Иногда носят с собой самодельные пистолеты на основе рогаток, а в качестве патронов используют орехи (Папа Жон не пользуется оружием и кидает орехи самостоятельно). Также в орехи они кладут записки. Ни одна белка, кроме Жон Люка и Длинного Жона не может разговаривать по-человечески, а Папа Жон всегда лопочет что-то невнятное. Жон Люк разговаривает с французским акцентом. Иногда белки пытаются напакостить Харви и его друзьям и устроить неприятности, из-за чего Фи их ненавидит и называет крысами.
- Тара — паук-женщина, которая работает в салоне красоты парикмахером и занимается общественными делами леса. Считает, что у неё ни на что не хватает времени (ведь она воспитывает 500 детей!)
- Джеки Слизерштин — змея, кумир Харви, писатель, создавшая любимую книгу Харви, «Детектив Дирк».
- Айра Пальцевич — большой, живой, каменный палец, живущий в лесу. Друг Харви, Фи и Фу.
- Уэйд — 6-летний младший брат Дейда. Не умеет плавать.
- Майки — лягушонок, друг Харви. Всегда носит наушники. Никогда не бывает грубым.
- Офицер Фред — полицейский-гусеница. Бьёт током всех нарушителей.
- Роланд Бикс — отец Ирвина и дедушка Харви по отцовской линии.
- Эйдан Пэйдж — отец Мириам и дедушка Харви и Мишель по материнской линии.
- Майли Пэйдж — мать Мириам и бабушка Харви и Мишель по материнской линии.
- Ханзи — мама Пири Пири, хиппи.
- Пластырь — вредный но добрый дедушка из дома для престарелых, умер от старости в заключительных сериях второго сезона.
- Кейти — капибара. Любит листья.
- Кёртис «Вдохновение» Снэппер и Дженет «Пукер» Снэппер — черепахи, родители Техномедведя.
- Града и Бада — мать и отец Фи и Фу. Родом из Великой Лешекрайней империи (англ. The Greater Impland Empire).

## Список серий

### Обзор сезонов
| Сезон          | Segments       | Серии          | Серии          | Даты показа   | Даты показа     | Даты показа |
| Сезон          | Segments       | Серии          | Серии          | Первая серия  | Последняя серия | Канал       |
| -------------- | -------------- | -------------- | -------------- | ------------- | --------------- | ----------- |
| Пилотная серия | Пилотная серия | Пилотная серия | Пилотная серия | Unaired       | Unaired         | N/A         |
| 1              | 52             | 26             | 26             | 28 марта 2015 | 10 июня 2016    | Nickelodeon |
| 2              | 16             | 26             | 11             | 13 июня 2016  | 9 декабря 2016  | Nickelodeon |
| 2              | 29             | 26             | 15             | 1 марта 2017  | 29 декабря 2017 | Nicktoons   |

### Пилотная серия
| Название | Written and directed by | Дата выпуска          | Дата премьеры | Произв. код |
| --- | ----------------------- | --------------------- | ------------- | ----------- |
| «Bad Seeds» «Плохие семена» | К. Х. Гринблатт         | 23 июля 2016 (Online) | Не вышел      | 001         |
| Пилот начинается с того, что Фи и Фу подходят к Харви в его дом и приглашают его на озеро Ветбарк. Чтобы отлично провести время на озере, Харви должен сделать одно, что для него труднее всего, - попасть в действительно большие неприятности. В этом эпизоде Харви замечает, что когда он идет в озеро с Фи и Фу, ему не удается летать в воздухе со своими друзьями. Харви также узнает, что Фи и Фу запрещено посещать озеро. Харви хочет научиться доставлять неприятности, чтобы ему запретили посещать озеро. И, в конце концов, Харви забанен на озере с помощью своих друзей. Примечание: В отличие от сериала, этот эпизод был первоначально анимирован в Toon Boom Harmony канадской анимационной студией Mercury Filmworks, отвечающей за анимацию Disney Channel и Disney XD показаны как Wander Over Yonder и Star vs. the Forces of Evil. Примечание : Изначально Техномедведь был взрослым персонажем, которого озвучивал Гринблатт, но в сериале он был ребенком, которого озвучивал Мейсон Вон. |                         |                       |               |             |

### 1 сезон (2015—2016)
| №   | Название                                                        | Сюжет |
| --- | --------------------------------------------------------------- | --- |
| 1а  | Pe-Choo! (Бултых!)                                              | Харви со своими друзьями Фи и Фу идёт на озеро. Когда решились искупаться, то Фи и Фу хотели показать Харви как они делают «бултых». Харви тоже хотел сделать, но не получалось из-за того, что Дух Озера не запрещал ему купаться в озере. Харви решил хулиганить, чтобы сделать «бултых».                                                  |
| 1б  | The Spitting Tree (Плевательное дерево)                         | Харви, Фи, Фу и их друзья поднимаются на самое высокое дерево, чтобы плеваться с высокой точки леса. Однако, застревают на нём… |
| 2а  | The Finger (Палец)                                              | Харви, Фи, Фу, а потом и их друзья знакомятся с пальцем по имени Айра Пальцевич. Все стараются понять, что ему нужно. |
| 2б  | The Negatives of Being Positively Charged (Недостатки позитива) | Фи и Фу намагнитились и они не могут играться друг с другом. Харви думает, как вернуть Фи и Фу прежнее состояние. |
| 3а  | The Rentl Bike (Велик напрокрад)                                | Фу мечтает научиться кататься на велосипеде. Он и Харви арендует для него велосипед у Рэндла, но он оказывается бракованным. Тогда они вместе берут качественный велосипед тайком. Рэндл пытается вернуть себе велосипед, но тем временем Фу наконец удалось научиться кататься.                                                             |
| 3б  | Anti-Valentine’s Day (Анти-Валентинов день)                     | Харви набрал кучу валентинок в день Святого Валентина, а Фи и Фу не получили ни одной. Тогда Фи придумывает собственный праздник и называет его «Анти-Валентинов день», но Харви он совсем не нравится. |
| 4а  | Comet Night? (Ночь Кометы?)                                     | Ирвин, Харви, Фу, Дейд, Техномедведь и Рутер идут в поход смотреть на комету, которая появляется раз в 25 лет. |
| 4б  | Comet Night! (Ночь Кометы!)                                     | Мириам, Фи, Клэр, Пири Пири и Принцесса веселятся в ночь кометы, пока Харви, Фу и их друзья в походе. |
| 5а  | Nightclub Night (Ночь в клубе)                                  | Харви, Фи, Фу и Техномедведь собираются провести всю ночь в ночном клубе. Тем временем Харви хочет поскорее показать всем в клубе свой запланированный танец. |
| 5б  | The Rebel (Бунтарь)                                             | Во время домашней уборки Харви находит старую футболку без рукавов, которая раньше принадлежала его маме, в которой становится похож на бунтаря. Узнав, что это такое, Харви совсем теряется. Он старается вести себя, как бунтарь, но тяга к соблюдению правил совсем путает его.                                                           |
| 6а  | Harvey’s First Scar (Первый шрам Харви)                         | Харви завидует Фи и Фу, так как у них имеются шрамы, которых у него нет. Харви просит их сделать ему шрам. Однако, вскоре он понимает, что был неправ насчёт шрама. |
| 6б  | The Nature of Nature (Природа природы)                          | Харви, Фи и Фу забирают у специалиста по хаосу природы Халбрета телескопическое устройство, с помощью которого он и создаёт беспорядок в лесу. Они решают остановить распространение хаоса в их лесу, но в итоге всё становится странным и начинаются серьёзные последствия.                                                                 |
| 7а  | A Tail of Les Squirrels (Беличья Хвостория)                     | Харви, Фи и Фу находят беличий хвост, который очень понравился Фи. Тем временем группа белок похищают Фу (затем Харви) и у Фи не остаётся выбора, кроме как вернуть хвост. |
| 7б  | Someone’s Stealing My Stuff (Кто-то у меня ворует)              | Харви хочет выяснить, кто же крадёт вещи у него и его друзей. Расследуя дело, Харви находит вора, которым оказывается Фу. Харви и Фи хотят спасти Фу от наказания, одеваясь как «Грабители Малокорной рощи». |
| 8а  | The Ghost Problem (Призрачная проблема)                         | В библиотеке дух дерева Бартлберт работает сортировщиком книг, однако увольняется из-за того, что Фи, испугавшись его, как призрака, кидается в него книгами. После чего он превращает её в духа дерева. Сначала Фи это нравится, а потом ей становится стыдно, и она решает извиниться.                                                     |
| 8б  | Princess Is Better Than You (Принцесса лучше тебя)              | Доктор Робертс заманивает всех на соревнования на звание лучшего ребёнка. Выигравший получит золотой трофей. В конкурсе участвуют практически все дети Малокорной рощи, но больше всех победить старается Клэр, но несмотря на её стремление, побеждает дочь Доктора Робертса — Принцесса. Разозлившись, Фи решает отомстить победительнице. |
| 9а  | The Almighty Foo (Величайший Фу)                                | Когда Фу случайно разрушает деревню жуков, он решает переселить их к Харви. Папа недоволен этим и вызывает дезинфектора, который пытается изгнать их при помощи пылесоса. Харви и Фу пытаются спасти жуков. |
| 9б  | Old Fashioned Dade (Старомодный Дейд)                           | Дейд готовится провести с Харви хороший день на Старомодном фестивале, но начинает не радоваться из-за того, что Фи и Фу идут с ними. В итоге Дейд избавляется от них, но это расстраивает Харви. |
| 10а | The Sleepover’s Over (Ночёвка)                                  | Фи и Фу приглашают Харви к ним на ночёвку. |
| 10б | Certified Babysitter (Воспитатель с дипломом)                   | После получения диплома няни, Харви хочет доказать Джереми и родителям, что он может нянчить сестрёнку (яйцо) в одиночку. |
| 11а | Fee’s Haircut (Причёска Фи)                                     | Тара делает для Фи новую причёску, но от этого она становится страшной занудой. Тогда Харви и Фу стригут её наголо, из-за чего Фи приходит в бешенство. |
| 11б | Harvey’s Favorite Book (Любимая книга Харви)                    | В библиотеке состоится встреча с Джеки Слизерштин, автором любимой книги Харви «Детектив Дирк». Харви рассказал о своей любимой книге своей подруге Пири Пири, но никак не ожидал, что её полюбят все дети во всей Малокорной роще! |
| 12а | Dad Band (Папин квартет)                                        | Харви хочет сделать гаражную группу папы успешной. |
| 12б | Foo’s Panic Room (Убежище Фу)                                   | Фу запирает себя и свои любимые мохноягоды в коробке, думая что все захотят их взять. Но на самом деле все стараются сторониться их. Харви, Фи, Дейд, Пири Пири, Кратц и Рутер хотят помочь Фу выйти из коробки. |
| 13а | A Day of No To-Do (День без планов)                             | Харви завёл себе ежедневник, но Фи и Фу это не нравится. |
| 13б | Recipe for Disaster (Рецепт катастрофы)                         | Харви, Фи и Фу пытаются приготовить ужин для родителей Харви. |
| 14а | Randl’s Scandal (Скандал Рэндла)                                | Рэндл наконец избавляется от своей мамы и заводит новую, но Фи и Фу пытаются вернуть всё, как было. |
| 14б | King of Pranks (Король розыгрышей)                              | Харви разыгрывает всех «по-своему». Фи и Фу показывают ему настоящий розыгрыш. |
| 15а | Night Maid (Ночной уборщик)                                     | Харви хочет убрать весь мусор в роще, становясь супергероем. Однако, все выкидывают мусор, и чтобы Харви не узнал это, Мофф и Рэндл придумывают историю про Большого неряху. |
| 15б | Icky Chicky (Цыпа-дрипа)                                        | Ирвин дал Харви Цыпу, когда он вылупился из яйца. Однако, Харви решил выбросить цыпу, потому что у него зрелая личность, но вместо этого, он отдаёт Цыпу Фу. Фу стал называть игрушку «Цыпа-дрипа», но увидев, что он с ним делает, Харви решает забрать у него Цыпу.                                                                        |
| 16а | Buds Before Studs (Подружки без парней)                         | Клэр поняла, что любит Фу без ума, и рассказывает это Пири Пири, Принцессе и Кратцу. Но Принцесса считает, что Фу принадлежит ей, и забирает его. Клэр и Фи отправляются его спасать. |
| 16б | Harvey Fights Kratz (Драка Харви и Кратца)                      | Харви и его друзья купаются, а Кратц смотрит в облако и думает, что это лицо монстра, а Харви думает, что это голова лошади. Увидев это, Техномедведь и Рутер хотят подготовить их к драке, чтобы те решили свои разногласия. Харви заволновался от того, что не хочет бить своего друга.                                                    |
| 17а | Le Corn Maze… of DOOM! (Кукурузный лабиринт рока)               | В ночь Хэллоуина белки устраивают аттракцион под названием «Кукурузный лабиринт», но Харви и друзья ни капельки не испугались. Тогда на следующий год белки устраивают Кукурузный лабиринт с движущимися стенами и загоняют ребят в ловушку! Обречены ли Харви, Фи, Фу, Кратц, Пири Пири, Рутер и Принцесса?                                 |
| 17б | Harvey Isn’t Scary (Харви не страшный)                          | В эту же ночь Хэллоуина Харви, Фи, Фу, Кратц, Пири Пири, Рутер и Майки собираются у костра и вместе рассказывают страшную историю, чтобы некий монстр по имени Бларгус не съел их. Но Харви, похоже, совсем не умеет пугать! |
| 18а | Yampions (Фермионы)                                             | Харви и его папа собираются играть против Мириам, Фи и Фу в игру «Бататовая ферма XVIII века с привидениями». Однако, в процессе игры Харви понимает, что его папа совсем не умеет в неё играть. |
| 18б | Barkball (Палкобол)                                             | Харви и его друзья пытаются вступить в команду по палкоболу. Наконец у них это получается и они участвуют в матче, но Харви случайно выбил всех игроков включая их соперника — тренера Кипа Чудака-младшего. Сможет ли Харви выиграть? |
| 19а | Junior Squealers (Юные пискуны)                                 | Офицер Фред организовал отряд Юных помощников, где состоят Харви, Кратц, Клэр и Дейд. Участники этого отряда стоят на страже закона и помогают полиции. Внезапно Харви обнаруживает, что Фи нарушает закон, и старается её вразумить, но в результате, наоборот, вдохновляет на преступления. Чем же это кончится?                           |
| 19б | The Storm (Гроза)                                               | После грозы Харви, думая что у Фи и Фу нет хорошего дома, зовёт их жить у него. |
| 20а | Steamgate (Пароврата)                                           | Мофф начинает чувствовать себя одиноким от того, что никто не разделяет его интересы, поэтому он строит «портал» в другое измерение. |
| 20б | Yeti Ready (Защита от йети)                                     | Рутер и его семья пытаются избавить лес от йети и Ирвин начинает бояться, что он не сможет защитить свою семью от него. Он и Харви идут к ним за помощью. |
| 21а | Terrybear (Медведь Терри)                                       | Техномедведь узнаёт, что его настоящее имя Терримедведь, и из-за этого он решает поменять образ, не имея понятия, кто он на самом деле. |
| 21б | Bark Kart (Гонка на картах)                                     | Рэндл хочет устроить Харви, Фи, Фу и их друзьям гонку на картах. Победитель получит подводную лодку. Харви пытается быть в гонке агрессивным, что у него получается. Однако, Харви, Фи и Фу понимают, что не хотят быть агрессивными, и они помогают их друзьям выиграть лодку.                                                              |
| 22а | Wade is Cooler Than Dade (Уэйд круче, чем Дейд)                 | Дейд узнаёт, что Харви считает его младшего брата Уэйда круче него. И тогда Дейд просит Уэйда научить его быть крутым. Уэйд соглашается, но только чтобы унизить Дейда. |
| 22б | King of the Castle (Король замка)                               | Харви, Фи и Фу находят дверь на свалку и решают построить замок. Они зовут друзей и вместе они его строят, а Фи становится его королём. Однако, им приходится защищать замок от Принцессы. |
| 23а | Foofee (Фуфи)                                                   | У Фи и Фу есть свой секретный язык и Фи хочет научить Харви этому языку. Однако, Фу обиделся на Фи из-за этого и перестал с ней разговаривать. Тогда Фи пытается вернуть его. |
| 23б | Why Are You Even Friends? (И почему вы друзья?)                 | Майки говорит Дейду, что Харви не его лучший друг. И тогда Дейд решает любыми способами сблизиться с Харви. |
| 24а | The Punishment (Наказание)                                      | Харви случайно разбивает тарелку и спрашивает у других как их наказывают, чтобы подобрать для себя идеальное наказание, но ни одно из наказаний не помогает. Тогда Харви решает ни кому не показываться на глаза и сбежать в Колючую Рощу.                                                                                                   |
| 24б | Arbor Day (Древодень)                                           | Пири Пири узнаёт, что всё что она знала про Древодень — неправда. И из-за этого она впадает в депрессию, но Бартелберт помогает ей чтобы Древодень снова стал волшебным праздником. |
| 25а | Double Digits (Клуб двузначных чисел)                           | Харви исполняется 10 лет и он хочет провести самый лучший в мире праздник. Но позже пытается отменить его из-за того, что не хочет взрослеть. |
| 25б | Fee and Foo’s First Birthday (Первый день рождения Фи и Фу)     | Харви узнаёт, что Фи и Фу никогда не праздновали свой день рождения. Поэтому он устраивает им самый лучший праздник. Но когда Фи и Фу приглашают других на свой день рождения, то по мнению Харви всё выходит из под контроля. |
| 26а | Alone (Один)                                                    | Харви пытается найти кого-нибудь поиграть с ним в настольный бадминтон, но у всех планы. Тогда он решает найти другой способ повеселиться и делает себе друзей из тыкв. |
| 26а | Foo Shoes (Ботинки Фу)                                          | Фу сделал ботинки из грязи, которые понравились всем. Однако, белки украли его идею и разрушили всю его обувь. После этого у Фу не остаётся выбора, кроме как саботировать их. |

### 2 сезон (2016—2017)
| №   | Название                                                                               | Сюжет |
| --- | -------------------------------------------------------------------------------------- | --- |
| 1/2 | Steampunks (Паропанки)                                                                 | Мофф обвиняет Харви в том, что из-за него разрушилась его дружба с Ирвином. После этого Харви случайно включает Пароврата и ударяется о них головой, после чего ему снится сон о городе под названием Паробург. Там он снова ломает дружбу Моффа и Ирвина и его выгоняют за то, что он якобы сломал кристалл необходимый для полёта Паробурга. Сможет ли он, Фи, Фу и Дейд вернуться обратно в Паробург и помочь детям из города Отбросов? |
| 3а  | The New Bugaboo (Новый малыш)                                                          | Младшая сестра Харви скоро должна вылупиться и он очень этому рад, но потом он начинает думать, что она может занять его место. Он старается сделать так, чтобы когда она вылупится, то он останется любимым ребёнком навсегда. |
| 3б  | The Case of the Missing Pancake (Дело о пропавшем блинчике)                            | Харви и его дедушки и бабушка сделали для Мишель её первый блинчик. Но он вдруг пропадает. И Харви начинает расследование, чтобы его сестра всё таки попробовала свой первый блинчик. |
| 4а  | Kathy with a K (Кейти через «Е»)                                                       | Капибара Кейти хочет, чтобы её канал про листья прославился. Когда это случается, то она сначала радуется, но когда она узнаёт, что всем нравится не её видео, а она сама, то решает удалить свой канал. |
| 4б  | Harvey’s Pet (Питомец Харви)                                                           | Харви хочет завести питомца, но родители ему не разрешают из-за того, что они думают что Харви пока не готов к такой ответственности. Тогда Харви берёт у мамы Пири Пири цветок и называет его «Крап». Однако, Харви начинает ухаживать за ним неправильно. |
| 5а  | Fee’s Pyramid (Пирамида Фи)                                                            | Мириам хочет, чтобы Фи стала для Мишель званой сестрой. И тогда Фи идёт к маме Пири Пири для того, чтобы та научила её как быть сестрой. |
| 5б  | Life Debt (Долг чести)                                                                 | Фу спасает Рутера и последний говорит, что ему нужно защищать Фу от любой опасности, потому что это «Долг чести». Фу сначала это нравиться, но когда он узнаёт, что из-за долга чести Рутер не может вернуться к своей семье, Фу старается сделать так, чтобы Рутер спас его и таким образом долг чести был бы оплачен. |
| 6а  | The Feelings (Чувства)                                                                 | Ирвин устраивает поход в надежде поближе узнать своего вечно угрюмого отца. |
| 6б  | Bag of Naughty (Хулиганский мешок)                                                     | Харви Фи и Фу находят мешок волшебных фейерверков. Они кажутся безобидными, но оказывается они приносят опасность! Смогут ли они избавить Малокорную Рощу от опасности? |
| 7а  | Operation Peanut Butter (Операция «Ореховая Паста»)                                    | Харви возглавляет белок для совершения элементарного грабежа, чтобы помочь им восстановить их уверенность в себе, как в преступниках. |
| 7б  | Little Littlebark (Мини-Малокорная роща)                                               | Харви делает куклы обитателей Малокорной рощи и считает, что они обладают магическими способностями. |
| 8а  | Repo Fee (Агент Фи)                                                                    | Рэндл берёт Фи под своё крыло и обучает её семейному бизнесу. |
| 8б  | Stalemates (Ничья)                                                                     | Фи и Фу участвуют в соревнованиях по армрестлингу для того, чтобы доказать, что они сильнейшие в Малокорной роще. |
| 9а  | The Ballad of Muesli and Jangles (Баллада о Мюсли и Дженглзе)                          | Ирвин рассказывает Харви, Фи и Фу историю о знакомстве с Мириам c несколькими творческими улучшениями. |
| 9б  | Floo-id (Фу-иды)                                                                       | Фу находит странный способ стать менее неуклюжим. |
| 10  | Mr. and Mrs. Borks (Мистер и миссис Боркс)                                             | Когда родители Харви решают жениться снова, Фи и Фу планируют сумасшедший мальчишник и девичник перед важным днём. |
| 11а | The Blister (Пластырь)                                                                 | Фи и Фу вынуждены провести день в доме престарелых и находят друга среди сердитых старых старикашек. |
| 11б | The Bad Seed (Корень зла)                                                              | Мишель не разрешили смотреть фильм ужасов с Харви, поэтому она находит ужасающий способ нанести ответный удар! |
| 12а | Rockbark Rocks (Лесной рок-н-ролл)                                                     | Харви считает, что он готов оторваться на своём первом концерте, но действительно ли он готов? |
| 12б | Ocean Promotion (Морская карьера)                                                      | Когда Дух Озера получает повышение, Харви пытается убедить его, что Малокорная роща — слишком большой город, чтобы её покинуть. |
| 13  | Technoscare (Техножуть)                                                                | Когда Техномедведь решает, что он слишком классный для выпрашивания сладостей, его посещают три духа, которые напоминают ему об истинном значении праздника. |
| 14а | Secret Gordon (Тайный Фадик)                                                           | Пири Пири и Харви находят волшебный сад, но Пири хочет сохранить открытие как их особую тайну. |
| 14б | The Unknown Comic (Неизвестный автор)                                                  | Малокорная роща влюбляется в комикс, созданный загадочным художником. Кто это может быть? |
| 15  | It’s Christmas, You Dorks! (Это Рождество, растяпы!)                                   | Старик Зима посещает Малокорную рощу и превращает городок в музыкальную, причудливую рождественскую страну чудес! |
| 16а | Jeremy: Defender of the Forest (Джереми-защитник леса)                                 | Невыразимое зло из героического прошлого Джереми вновь появляется, заставляя его снова стать воином. |
| 16б | Princess Harvey (Принцесса Харви)                                                      | Когда принцесса становится Харви на день, она борется до последнего, чтобы присвоить себе его любящую семью. |
| 17а | The Split (Раскол)                                                                     | Когда между Дэйдом и близнецами разгорается эпическая битва, Харви разрывается между двумя предупредительными знаками. |
| 17б | The Dade (Особенный Дейд)                                                              | Дейд получает сэндвич, названный в честь него, и, наконец, чувствует себя особенным. |
| 18а | Hug Life (Жизнь вкрутую)                                                               | Фи приглашает Харви в банду и он должен пройти обряд инициации! Получится ли? |
| 18б | On the Fence (Во имя забора!)                                                          | Харви находит одинокий забор и он считает, что забор должен стать достопримечательностью. Надо его покрасить, из-за чего начинается спор между Принцессой и Дэйдом: Покрасить его в розовый или в жёлтый. В конце концов все выходит из под контроля! |
| 19а | Princess Wants a Mom (Принцесса хочет маму)                                            | Принцесса приказывает своему папе снова начать встречаться, чтобы у неё появилась новая мама. |
| 19б | Rage Against the Michelle (Злость на Мишель)                                           | Мишель ломает вещи Харви, поэтому Харви должен справиться с незнакомыми эмоциями. |
| 20а | Break the Lake (Спасти озеро)                                                          | В городе появился новый озёрный дух, который старается изо всех сил, но устраивает настоящий бардак. |
| 20б | The Amazing Harvey (Невероятный Харви)                                                 | Харви становится волшебником, но сохранение секретов волшебства превращается в большое бремя. |
| 21а | The Late Late Afternoon Show with Harvey Beaks (Шоу с самого конца дня с Харви Биксом) | Харви проводит ток-шоу в своей гостиной, но перестаёт придерживаться сценария, когда узнаёт ужасную правду. |
| 21б | The Grunicorn (Грунирог)                                                               | Дети участвуют в гонке, чтобы найти редкое волшебное существо, и победителю гарантировано исполнение его заветного желания. |
| 22а | Photo Finished (Фотофиниш)                                                             | Мириам вступает в войну в социальных сетях, чтобы доказать, что Харви и Мишель — самые милые дети в Малокорной роще. |
| 22б | Squashbuckling (На абордаж)                                                            | Рэндлу нужна старая лодка для лома, но она захвачена детьми, притворяющимися, что они пираты. |
| 23а | Leaf it to Kathy (Листок советов Кейти)                                                | Кейти проводит онлайн-консультацию и помогает Кратцу найти свою любовь. |
| 23б | A Child’s Guide to Surviving in the Wild (Детский справочник по выживанию)             | Мальчики заблудились в лесу и учатся выживанию в стиле Рутера. |
| 24а | Grand Motel (Гранд Мотель)                                                             | Когда Харви и его семья регистрируются в мотеле, он приобретает новую жизненную цель — спуститься вниз по водной горке. |
| 24б | Missing Harvey (Жизнь без Харви)                                                       | Харви в отъезде на один день, из-за чего его друзья не могут справиться с его отсутствием. |
| 25а | Hair to Help (Волосяная терапия)                                                       | Тара потеряла своё творческое вдохновение для создания причёсок, поэтому Пири Пири и Харви помогают ей вновь открыть её страсть. |
| 25б | Later, Dingus (Пока, олух!)                                                            | Когда давний друг Фи уходит из жизни, она учится, как прощаться. |
| 26  | The End and the Beginning (Конец и начало)                                             | Фи и Фу воссоединяются со своими родителями, из-за чего их жизнь и дружба с Харви может поменяться навсегда… |

## Актёры озвучивания
- Макс Чарльз — Харви
- Анджелина Уолер — Фи
- Джексон Брандейдж (с Пилотной серии по эпизод «Принцесса лучше тебя») и Томас Робинсон (с серии «Величайший Фу») — Фу
- К.Х. Гринблатт — Дейд, Джереми, дополнительные роли
- Николь Ведель — Клэр
- Андрес Салафф — Принцесса
- Мэттью Чжан — Кратц
- Мадлен Карри — Пири Пири
- Мэйсон Вон — Техномедведь
- Лаз Мейман (с серии «Плевательное дерево» по «Паропанки») и Адди Чандлер (с серии «Долг чести») — Рутер
- Скотт Эдсит — Ирвин Бикс
- Керри Кенни — Мириам Бикс
- Дэйв Фоли — Мофф
- Марк Мэрон — Рэндл
- Мэтт Берри (серии «Плевательное дерево», «Принцесса лучше тебя», «Воспитатель с дипломом» и «Папин квартет») и Джефф Беннетт (часть серии «Принцесса лучше тебя»; с серии «Пароврата») — Доктор Робертс
- Ник Сумида — Майки, мама Рэндла, Кейти
- Фред Столлер — Бартлберт
- Кэри Уолгрен — Кэрол, Мишель Бикс
- Энди Кайндлер — Изи
- Грей ДеЛайл — Вышибала
- Моника Рэй — Уэйд
- Майкл-Леон Вули — Офицер Фред
- Ру Пол — Джеки Слизерштин
- Рис Дарби — Митч (папа Рутера), Бритни (мама Рутера), Капитан Веллингтон (дед Рутера)
- Кэти Наджими — Ханзи (мама Пири Пири)
- Майки Келли — Кёртис «Вдохновение» Снэппер (папа Техномедведя)
- Рэйчел Батера — Дженет «Пукер» Снэппер (мама Техномедведя)
- Блэйк Кларк — дедушка Роланд
- Джим О'Хейр — дедушка Эйдан
- Кэтрин О’Хара — бабушка Майли

## Факты
- Серия «Гонка на картах» (англ. Bark Kart) является пародией серии игр Mario Kart[10].
- Джексон Брандейдж озвучивал Фу 8 эпизодов (если считать Пилотную, то 9), но потом его заменил Томас Робинсон, потому что у Джексона изменился голос[11].
- Любимая серия создателя мультсериала К. Х. Гринблатта — «Один»[12].